# 李紹麟
李紹麟（Philip Siu Lun Lee，1944年5月5日—)，出生於香港，华裔加拿大人，於2009年8月4日至2015年6月19日出任第24任緬尼托巴省省督（Lieutenant Governor of Manitoba）。他本身是一位化學研究員﹐在當地華人社區具有影響力。

## 早年生涯
李紹麟生於香港，於香港德信小學及九龍華仁書院中學畢業。1962年移民加拿大緬尼托巴省溫尼伯。於曼尼托巴大學畢業，在緬尼托巴省生活近50年﹐1967年至2005年一直在溫尼辟市水務及垃圾部門任職化學研究員，後任該市廢水管理首席水質專家。李紹麟1968年與現任妻子結婚，育有3名女兒.
李紹麟是當地華人社區具有影響力的人物。

## 成為省督
1999年，李紹麟榮獲加拿大員佐勳章（Order of Canda），2002年又獲英女王金禧獎章。
2009年6月19日加拿大總理哈珀會見李紹麟，宣布委任他為緬尼托巴省省督。
2009年8月4日李紹麟上任成為緬省省督。曼尼托巴省议会在下午有15響鳴槍儀式﹐歡迎新的華裔省督李紹麟。
李紹麟是加拿大歷來第3位華人出任省督一職，首位華人省督為前不列顛哥倫比亞省督林思齊、而第2位華人省督為上任亞伯達省省督林佐民。

## 参看
- 曼尼托巴省议会
- 緬尼托巴省
- 溫尼辟

## 外部連結
- 李紹麟上任緬省省督